# Großschönau
Großschönau es un municipio situado en el distrito de Görlitz, en el estado federado de Sajonia (Alemania), a una altitud de 350 metros. Su población a finales de 2016 era de unos 5500 habs. y su densidad poblacional, 230 hab/km².